# Cristóbal Balenciaga Museoa
El Cristóbal Balenciaga Museoa o Museu Cristóbal Balenciaga és un museu ubicat a Guetaria, al País Basc, dedicat a la figura de Cristóbal Balenciaga.
Va ser inaugurat el 7 de juny de 2011, a la vila de Getaria, Gipuzkoa, i és el primer gran museu al món, d'aquestes característiques, dedicat en exclusiva a un modista. Sota la tutela de la Fundación Cristóbal Balenciaga Fundazioa, el Museu fa pròpia la missió d'aquest organisme de promocionar, difondre i potenciar la transcendència, importància i rellevància, de la persona i obra del genial dissenyador en la creació artística en general i en el món de la moda i l'alta costura en particular.